# 국도 제329호선 (일본)

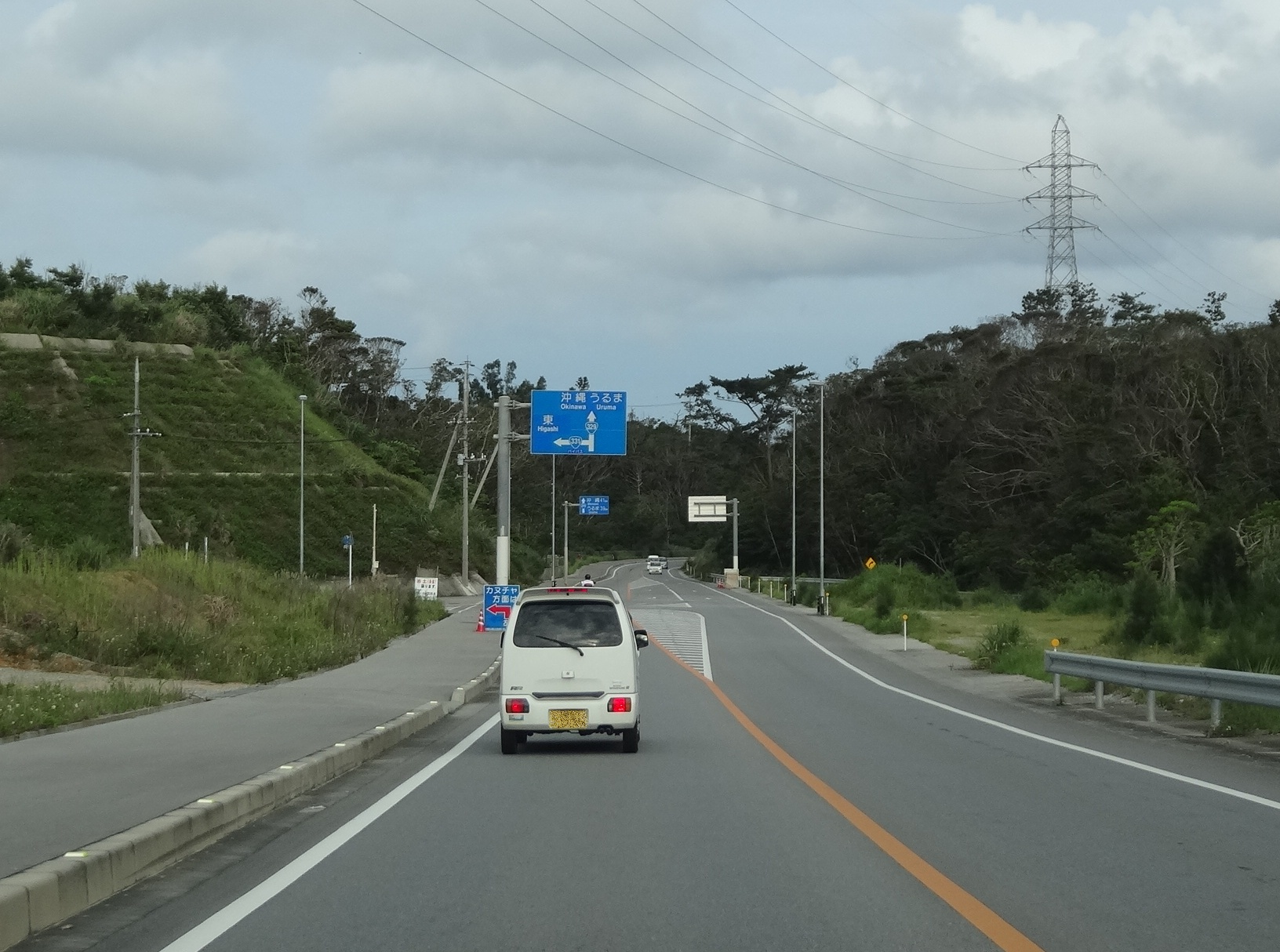
나고시 헤노코·국도 331호 후타미 바이패스 분기점 (나하시 방면)

국도 제329호선(일본어: 国道329号 こくどう329ごう[*])은 오키나와현 나고시에서 나하시까지 이르는 일본의 일반 국도이다.

## 개요
오키나와섬의 동해안을 종단하고 있는 국도로, 별다른 특이 사항이 없다.

### 노선 정보
일반 국도의 노선을 지정하고 있는 정령에 의거한 기종점 및 경유지는 다음과 같다.
- 기점 : 나고시 (요후케 교차로 = 국도 제58호선과의 교점)
- 종점 : 나하시 (메이지바시 교차로 = 국도 제58호선과의 종점)
- 중요한 경과지 : 이시카와시[A], 구시카와시[B], 오키나와시, 오키나와현 시마지리군 요나바루정, 동군 하에바루정
- 총 연장 : 88.8 km[2]
- 중용 연장 : 없음[2]
- 미공용 연장 : 없음[2]
- 실제 연장 : 88.8 km[2]
- 현도 : 78.1 km[2]
- 구도 : 6.9 km[2]
- 신도 : 3.8 km[2]

## 노선 개황

### 바이패스
- 나고 횡단도로 (나고시 요후케 - 후타미)
- 기노자 바이패스(일본어판) (구니가미군 기노자촌 기노자 - 간나)
- 긴 바이패스(일본어판) (구니가미군 긴정 긴 나카가와 - 긴 하마다)
- 이시카와 바이패스(일본어판) (구니가미군 긴정 야카 - 오키나와시 이케하라)
- 요나바루 바이패스(일본어판) (나카가미군 니시하라정 오나하 - 시마지리군 하에바루정 요나하)
- 하에바루 바이패스(일본어판) (시마지리군 하에바루정 요나하 - 나하시 우에마)
- 나하히가시 바이패스(일본어판) (나하시 우에마 - 아사히마치)

### 중복 구간
- 국도 제331호선 : 나고시 후타미 ~ 시마지리군 요나바루정 요나바루
- 오키나와현도 제77호선(일본어판) : 요나바루정 요나바루 교차로 ~ 우에요나바루 교차로
- 국도 제507호선 : 나하시 우에마 ~ 나카이마
- 국도 제58호선 : 나하시 아사히마치·아사히바시 교차로 ~ 나하시·메이지바시 교차로 (종점)

### 버스 전용 차선
- 하에바루정 가네구스쿠 교차로 ~ 나하시 우에마 교차로 (나하시내 방향 한정, 버스 전용 차선으로 운영하는 시간은 오전 7시 30분부터 9시까지 적용)

### 구도
- 오키나와 자동차도(일본어판, 중국어판) (E58) : 교다 나들목 ~ 이시카와 나들목
- 국도 제507호선 : 나하시 우에마 - 고하구라
- 국도 제330호선 : 나하시 고하구라 - 아사히마치 아사히바시 교차로
- 오키나와현도 제255호선(일본어판) : 우루마시 이시카와 아가리야마모토마치 아카사키 교차로 ~ 나하시 이케하라

## 지리

### 통과하는 지자체
- 오키나와현
  - 나고시 - 구니가미군 기노자촌 - 구니가미군 긴정 - 우루마시 - 오키나와시 - 나카가미군 기타나카구스쿠촌 - 나카가미군 나카구스쿠촌 - 나카가미군 니시하라정 - 시마지리군 요나바루정 - 시마지리군 하에바루정 - 나하시 - 도미구스쿠시 - 나하시

### 교차하는 도로
고속도로
- 오키나와 자동차도(일본어판, 중국어판)
- 나하 공항 자동차도(일본어판, 중국어판)

국도
- 국도 제58호선
- 국도 제331호선
- 국도 제330호선
- 국도 제507호선

현도
- 오키나와현도 제13호선
- 오키나와현도 제71호선
- 오키나와현도 제234호선
- 오키나와현도 제104호선
- 오키나와현도 제88호선
- 오키나와현도 제73호선
- 오키나와현도 제255호선
- 오키나와현도 제6호선
- 오키나와현도 제75호선
- 오키나와현도 제36호선
- 오키나와현도 제16호선
- 오키나와현도 제74호선
- 오키나와현도 제85호선
- 오키나와현도 제20호선
- 오키나와현도 제33호선
- 오키나와현도 제22호선
- 오키나와현도 제81호선
- 오키나와현도 제227호선
- 오키나와현도 제146호선
- 오키나와현도 제35호선
- 오키나와현도 제34호선
- 오키나와현도 제38호선
- 오키나와현도 제240호선
- 오키나와현도 제77호선
- 오키나와현도 제236호선
- 오키나와현도 제222호선
- 오키나와현도 제82호선
- 오키나와현도 제241호선
- 오키나와현도 제11호선
- 오키나와현도 제221호선

## 참고 문헌
- 浅井建爾『日本の道路がわかる辞典』日本実業出版社、2015年10月10日、初版。ISBN 978-4-534-05318-3。